# 松永誠剛
松永 誠剛（まつなが せいご、1984年 - ）は日本のコントラバス奏者、SHIKIORI代表、プロデューサー。

## 略歴
1984年生まれ、福岡出身。高校生の時にリチャード・ボナ、ジャコ・パストリアスの音楽を聴き、サックスからベースに転向。
2002年の夏をボストンで過ごす。翌年の2003年、NYにてマシュー・ギャリソン Matt Garrisonのもとで学ぶ。
2003年10月、オスカー・ピーターソン・トリオのベーシスト、ニールス–ヘニング・オルステッド・ペデルセンNiels-Henning Ørsted Pedersenに弟子入りし、デンマークにてコントラバスを学ぶ。スウェーデン在住のコントラバス奏者の森泰人と共にScandinavian Asian Connection Concertの開催を始め、コンサートのプロデュースを行う。
2010年、南アフリカ・SOWETOに楽器を届けるプロジェクトNAWASHIRO PROJECT2010-2020を発足。
これまで、エド・シグペン(Dr)、デイブ・リーブマン(Sax)、カイル・シェパード(pf)、カヤ・マハラング(Sax)ヴィニシウス・カントゥアリア(Gt/Vo)）エンリコ・ラヴァ(Tp)、ビアンカ・ジスモンチ(pf)、ビリー・マーティン(Dr)など各国の音楽家と共演、活動を行っている。振付家・大橋可也の舞踏作品の音楽も手がける。写真家・上田義彦の主宰する「Gallery 916」を舞台に写真と大鼓の大倉正之助とのコラボレーションなど、活動は多岐にわたる。演奏家としてだけでなく、トゥーツ・シーツマンスToots_Thielemansのライナーノーツや新聞や雑誌での連載など幅広い執筆活動も行っている。現在、沖縄・宜野座村がらまんホールの「宜野座村国際交流音楽祭」、佐賀「SAGA SEA 2018-」など音楽祭のアーティスティック・ディレクターを務め、福岡の古民家SHIKIORIを拠点に各国から集まる様々なジャンルのアーティストと交流を続けている。